# Sayda
Sayda là một thị xã thuộc huyện Mittelsachsen, trong bang tự do Sachsen, nước Đức. Đô thị Sayda có diện tích 35,17 km², dân số thời điểm ngày 31 tháng 12 năm 2005 là 2180 người. Đô thị này có cự ly 24 km về phía nam Freiberg, 28 km về phía bắc Chomutov.